# Idrætsforeningen Skjold Birkerød
Idrætsforeningen Skjold Birkerød (Skjold Birkerød eller ISB) er en idrætsklub fra den nordsjællandske by Birkerød. Klubben har en række afdelinger:
- fodbold
- basketball
- gymnastik

## Fodboldafdelingen
Skjolds fodboldafdeling er den dominerende idrætsklub i Birkerød og spiller i dag i Danmarksserien. Skjold Birkerød spiller i gule trøjer, sorte shorts og sorte sokker. Klubbens bedste placering opnåede den i 1983, hvor den endte som nr. 9 i 2. division, der på det tidspunkt var den næstbedste række.
Klubben er blandt top 10 af danmarks største klubber, og har ca. 3 hold på hver årgang. På pigesiden er Skjold Birkerød også vel repræsenteret på mange ungdomsårgange, ligesom klubbens kvindehold i sæsonen 2012-2013 rykkede fra Danmarksserien og op i 1.division.